# ویک‌فزان‌سک
ویک‌فزان‌سک (به فرانسوی: Vic-Fezensac) یک کمون (فرانسه) در فرانسه است که در  کانتون ویک‌فزان‌سک واقع شده‌است. ویک‌فزان‌سک ۵۳٫۹۴ کیلومتر مربع مساحت دارد ۱۱۰ متر بالاتر از سطح دریا واقع شده‌است.

## جغرافی

### مکان‌گزینی

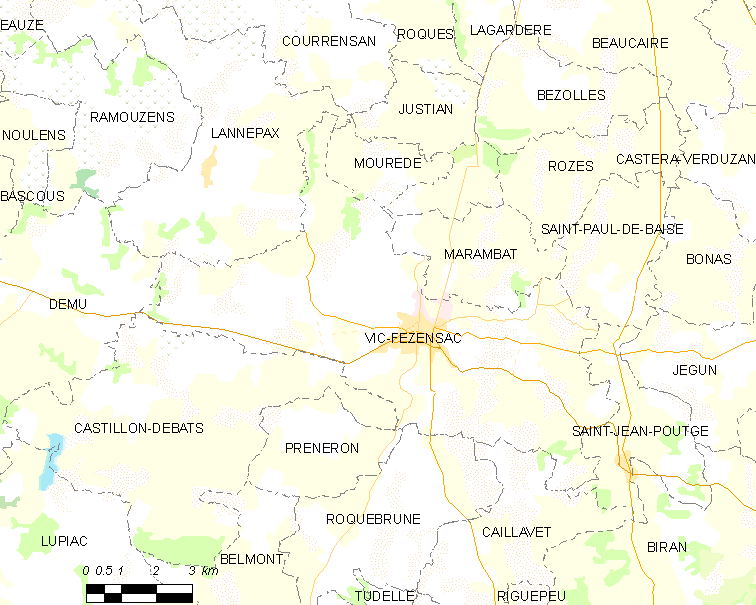
ویک‌فزان‌سک و حومه

ویک‌فزان‌سک در منطقه کوت د گسکون قرار دارد.

### هیدروگرافی (آب‌نگاری)
آزوو در شمال غربی بخش غربی کمون جریان دارد و بیشتر مرزهای شمال غربی آن را تشکیل می‌دهد.
رودخانه اوسه از وسط کمون به شمال جریان دارد و از شهر عبور می‌کند.